# ダウ理論
ダウ理論(Dow Theory)とは、チャールズ・ダウが提唱した市場での値動きを評価するための理論である。

## 概要
ダウ理論は、以下の6つの基本法則から構成されている。
平均はすべての事象を織り込む
政府が発表する経済統計や企業の業績・更には自然災害の様な予測不可能な事象に至るまで、需給に関するあらゆる事象は全て市場価格に織り込まれる。市場価格はあらゆるファンダメンタル（材料）の反映であるという考えであり、その意味で効率的市場仮説の主張に基づいた考えとも言える。
トレンドには3種類ある
ダウ理論では、価格変動の分析において市場動向（トレンド）を重視する。そのトレンドを以下の3つに分類している。
1. 主要トレンド：1年～数年のサイクル。
2. 二次トレンド：3週間～3ヶ月のサイクル。
3. 小トレンド　：3週間未満のサイクル。

これらのトレンドは互いに独立しているのではなく、二次トレンドは主要トレンドの調整局面であり、小トレンドは二次トレンドの調整局面として捉えられる。
主要トレンドは3段階からなる
また、主要トレンドは買い手の動向によって3つの段階からなるとしている。
1. 先行期　：市場価格が下落し全ての悪材料は織り込み済みと判断した少数の投資家が、いわゆる"底値買い"をする時期。価格は、下落しているか底値圏で上下している。
2. 追随期　：市場価格の上昇を見て追随者が買いを入れる時期。価格は、上昇局面にある。
3. 利食い期：価格が充分に上昇したところを見て、先行期に買いを入れた投資家が売りに出て利益を確定する時期。価格は既にその前から上昇局面にあるものの、その上昇する値幅は小さくなっている。

平均は相互に確認されなければならない
複数の平均的指標が存在する場合、その両者に同じシグナルが見られないなら明らかにトレンドとして捉えることは出来ないと考える。もっともシグナルが同時期に出現する必要はないものの、直近においてシグナルが発生していればトレンドとして捉えるべきであり、且つ可能な限り同時期に近ければ確定的としている。
ダウが活躍した時代のアメリカでは、工業生産が盛んになると共に製品を輸送するための鉄道が整備された時期であった。工業生産の好調・不振は即座に鉄道業の経営に影響したことから、ダウが創刊した『ウォールストリート・ジャーナル』ではダウ・ジョーンズ工業平均株価と運輸株平均をチャート形式で掲載している。
トレンドは出来高でも確認されなければならない
市場の終値の変動をダウは重視するが、同様にトレンド発生の確認手段として出来高の推移も重視する。
例えば上昇局面においては値上がり時に出来高が増加し値下がり時には出来高が減少、下降局面においては逆になる。主要トレンドに従って取引する投資家が多数派であり、二次トレンドや小トレンドで利益を得ようとする投資家は少数派であると考え、それが出来高の多少に反映するとする。
トレンドは明確な転換シグナルが発生するまでは継続する
現在の市場で発現しているトレンドは、明確にトレンドの転換シグナルが現れるまで継続し続けるとする。トレンドに従った売買によって多くの投資家は利益を得るのであり、トレンドに逆らった売買で利益を得るのは難しい。